# Şule Şahbaz
Şule Şahbaz (Ankara, 2 ottobre 1978) è un'ex sollevatrice turca medagliata mondiale e campionessa europea che ha gareggiato nella categoria dei pesi massimi (fino a 75 kg.).

## Carriera
Dopo essersi distinta nelle categorie juniores, Şule Şahbaz nel 1998 vinse la medaglia d'argento ai Campionati mondiali di Lahti con 220 kg. nel totale.
L'anno seguente fu medaglia d'argento ai Campionati europei di La Coruña con 225 kg. nel totale.
Dopo un periodo di assenza di risultati, Şahbaz tornò su un podio internazionale in occasione dei Campionati mondiali di Antalya 2001, vincendo la medaglia d'argento con 247,5 kg. nel totale.
Nel 2002 ottenne il maggior successo della sua carriera, conquistando la medaglia d'oro ai Campionati europei di Antalya con 245 kg. nel totale.
Un anno dopo vinse la medaglia di bronzo ai Campionati mondiali di Vancouver con 242,5 kg. nel totale.
Nel 2004 ottenne la medaglia d'argento ai Campionati europei di Kiev con 247,5 kg. nel totale ed era in procinto di competere alle Olimpiadi di Atene 2004 ma risultò positiva al doping poco prima dei Giochi olimpici e squalificata per due anni.